# Higashitsugaru
O Distrito de Higashitsugaru (東津軽郡; -gun) é um distrito da província de Aomori, na região Nordeste do Japão.
Em 2020 a população estimada era de 20 401 habitantes e a densidade demográfica de 31,22 pessoas por km2. A área total é de 653,5 km2.

## Vilas e Aldeias
- Hiranai
- Imabetsu
- Sotogahama
- Yomogita

1. ↑  «Higashitsugaru (District (-gun), Aomori, Japan) - Population Statistics, Charts, Map and Location». citypopulation.de (em inglês). Consultado em 28 de março de 2024